# Telephanus grossicornis
Telephanus grossicornis es una especie de coleóptero de la familia Silvanidae.

## Distribución geográfica
Habita en Costa Rica y Panamá.